# Sztár, ami nincs
A Sztár, ami nincs (eredeti cím: Pixel Perfect)  2004-es amerikai filmvígjáték. A Disney Channel eredeti produkciójában készült, Ricky Ullman, Leah Pipes és Spencer Redford főszereplésével. Rendezte Mark A.Z. Dippé, a  forgatókönyvet írta Neal Shusterman. Az Amerikai Egyesült Államokban 2004. január 16-án mutatták be, magyarországi premierje 2007. november 20-án, 11:25-kor volt az RTL Klubon, a Disney Channel-en pedig 2009. október 18-án, 19:00-kor vetítették először.

## Szereplők
| Szereplő       | Színész         | Magyar hang     |
| -------------- | --------------- | --------------- |
| Roscoe         | Ricky Ullman    | Baráth István   |
| Samantha       | Leah Pipes      | Dögei Éva       |
| Loretta Modern | Spencer Redford | Sánta Annamária |
| Daryl Fibbs    | Chris Williams  | Stern Dániel    |
| Cindy          | Tania Gunadi    | Tamási Nikolett |
| Rachel         | Porscha Coleman | Csuha Bori      |
| Xander         | Brett Cullen    | Czvetkó Sándor  |
| Weldon Giles   | Anthony DiMaria | Juhász Zoltán   |
| Moxley         | Max Robinson    | Bácskai János   |

## Premierek
| Ország                    | Dátum                                                            |
| ------------------------- | ---------------------------------------------------------------- |
| Amerikai Egyesült Államok | 2004. január 16.                                                 |
| Egyesült Királyság        | 2004. január 21.                                                 |
| Németország               | 2004. november 13.                                               |
| Magyarország              | 2007. november 20. (RTL Klub) 2009. október 18. (Disney Channel) |
| Hollandia                 | 2008. január 12.                                                 |
| Svédország                | 2008. július 16.                                                 |

## Filmzene
A film azonos című albuma 2004. január 13-án jelent meg az Amerikai Egyesült Államokban.

### Számlista
|    | Cím                     | Előadó(k)                       | Hossz |
| -- | ----------------------- | ------------------------------- | ----- |
| 1. | Perfectly               | Huckapoo                        | 3:39  |
| 2. | Nothing's Wrong With Me | Loretta Modern és a Zetta Bytes | 3:00  |
| 3. | Notice Me               | Loretta Modern és a Zetta Bytes | 3:34  |
| 4. | Get Real                | Loretta Modern és a Zetta Bytes | 2:19  |
| 5. | When the Rain Falls     | Loretta Modern és a Zetta Bytes | 4:01  |
| 6. | If You Wanna Rock       | Lalaine                         | 3:33  |
| 7. | Don't Even Try It       | Jai-Da                          | 3:46  |
| 8. | Tru Blu                 | Lil' J feat Chase               | 2:25  |

Az alábbi számok nem jelentek meg az albumon.
- Polka Dots – írta R. Durrant, N. Pynn és S. Holland
- Long Boards, Short Summer – írta William Pearson, előadja William Pearson
- Driving With the Top Down – írta William Pearson, előadja William Pearson
- Arabian Romance – írta Crispin Merrell